# Challenger de Burnie 2009
El torneo McDonald's Burnie International 2009 fue un torneo profesional de tenis. Perteneció al ATP Challenger Series 2009. Se disputó su 7.ª edición sobre pistas duras, en Burnie, Australia entre el 2 y el 8 de febrero de 2009.

## Campeones

### Individual Masculino
Challenger de Burnie 2009 (individual masculino)
- Brydan Klein derrotó en la final a  Grega Žemlja, 6–3, 6–3

### Dobles Masculino
Challenger de Burnie 2009 (dobles masculino)
- Miles Armstrong /  Sadik Kadir derrotaron en la final a  Peter Luczak /  Robert Smeets, 6–3, 3–6, [10–7]